# Asthenes moreirae
Asthenes moreirae е вид птица от семейство Furnariidae.

## Разпространение
Видът е разпространен в Бразилия.